# Milou Mets
Milou Mets (Bingelrade, 3 maart 1990) is een Nederlandse autocoureur die actief is in de LMV8-klasse.

## Biografie
Vanaf haar 13e jaar kreeg Mets rijles van haar vader. Op haar 14e reed zij haar eerste race. In 2007 maakte ze een crash mee op het Midlandcircuit in Lelystad, waarbij zij inreed op een auto die een ronde achterlag en dwars op de baan stond. Ze had een jaar nodig om te herstellen van de schade aan haar nekwervels
Met de leeftijd van 18 jaar nam ze de overstap in een BriSCA Formule 2. Zeven jaar later deed ze voor de eerste keer mee aan een race op de Half Mile Oval in Venray. In 2017 werd ze de eerste vrouwelijke baankampioene op Raceway Venray.
Ze kwam in 2019 net niet door de selectieronde om mee te kunnen doen aan de W Series 2019, een raceklasse voor vrouwen die dat jaar was geïntroduceerd.